# Petre Hristovici
Petre Hristovici (ur. 22 maja 1938 w Bukareszcie) – rumuński bobsleista, mistrz i wicemistrz Europy, uczestnik igrzysk olimpijskich.

## Życiorys
Zwyciężył w kategorii czwórek na mistrzostwach Europy w 1967 w Igls (załogę rumuńską tworzyli: Ion Panțuru, Nicolae Neagoe, Hristovici i Gheorghe Maftei). Na kolejnych mistrzostwach Europy w 1968 w Sankt Moritz drużyna rumuńska w tym samym składzie zdobyła srebrny medal.
Załoga rumuńska w tym samym składzie zajęła 4. miejsce na zimowych igrzyskach olimpijskich w 1968 w Grenoble.
Hristovici został w 2000 odznaczony Medalem Narodowym Zasługi III klasy.